# 팜파스 공화국
팜파스 공화국(포르투갈어: República dos Pampas)은 브라질 남부 지방의 히우그란지두술주, 산타카타리나주, 파라나 주를 중심으로 독립국가를 세우려는 분리주의 운동이다. 이 운동은 정치, 경제, 문화적 요인들로 인하여 촉발되었다. 팜파스 공화국이란 명칭은 팜파스라는 지역명에서 유래한다. 남부는 나의 조국(포르투갈어: O Sul é o Meu País) 등의 단체가 활동중이다.

## 초기 역사
가우초들이 거주하던 히우그란지두술은 이미 한번 독립한 적이 있다. 1836년 9월, "파로우필랴 혁명"의 지도자 안토니우 지 소사 네투(Antônio de Sousa Netto)는 피라티니 공화국을 선언했다. 초대대통령은 벤투 곤살베스였다. 신생공화국은 영국으로부터 독립국가로 승인을 받았다. 그러나, 1845년 2월 폰체 베르지 조약은 그 빤짝 독립공화국을 다시 브라질 왕국으로 되돌려 놓았다. 다시 한번 1892년 9월부터 1894년까지 반란세력이 히우그란지두술의 독립을 선언했다.

## 후기 역사
1992년 이르톤 마르크스라는 이름의 간호사가 공용어를 포르투갈어, 독일어, 이탈리아어로 하는 남부인들이 남부주의 분리독립을 원하는가 아닌가를 묻는 투표를 출판물을 통해 이슈화하는 운동을 시작했다. 이 운동은 공용어제정의 의도때문에 파시스트 운동이라고 여겨졌으나, 파시스트 운동은 아니다. 그러나 브라질에서는 불법운동으로 간주된다. 2016년에는 남부는 나의 조국에서 비공식 주민투표를 개최했다.

## 같이 보기
- 파다니아
- 히우그란지 공화국